# Glenn Beringen
Glenn Beringen (Adelaide, 16 settembre 1964) è un ex nuotatore australiano.
Specializzato nella rana, ha vinto la medaglia d'argento nei 200 m rana alle Olimpiadi di Los Angeles 1984.

## Palmarès
- Giochi olimpici

Los Angeles 1984: argento nei 200 m rana.
- Giochi PanPacifici

1985 - Tokyo: argento nei 200 m rana.